# 魔法陣グルグル (ゲーム)
『魔法陣グルグル』（まほうじんグルグル）は、1995年4月21日に日本のエニックスから発売されたスーパーファミコン用ロールプレイングゲーム。

## 概要
漫画『魔法陣グルグル』（1992年 - 2003年）およびテレビアニメ『魔法陣グルグル』（1994年 - 1995年）を題材としている。「オフロック」の卵を孵化させるため12の塔に封印された魔法陣を集める事を目的としている。
開発はタムタムが行い、コンセプト・デザインはスーパーファミコン『樹帝戦紀』（1993年）を手掛けた金尾淳、音楽はPCエンジンSUPER CD-ROM2用ソフト『美少女戦士セーラームーン Collection』（1993年）を手掛けた牧野信博および佐藤清孝が担当している。

## ゲームシステム
1つの街を拠点として、ダンジョンである12+1の塔を攻略していく。
ダンジョンはローグライクゲームのように、入る度に構成が異なる。シンボルエンカウントであり、モンスターに接触すると戦闘開始になる。
本作にて戦闘中操作できるのはククリのみで、ニケはオート操作である。ニケかククリのどちらかHPが0になるとゲームオーバーとなる。

## ストーリー
世界に夜明けをもたらす鳥「オクロック」の卵を取り戻す為、ニケとククリの戦いが始まる。

## 登場人物
ニケ
声：瀧本富士子
本作の主人公。武器はグローブ・剣・ボール・ハンマー。
ククリ
声：吉田古奈美
本作のヒロイン。4つの属性「炎・風・光・命」と4つの効果「追いかけ・全体・召喚・罠」と8つの効果「基本・気まぐれ・力・逆さま・妖精・人獣・悪魔・人」を組み合わせて魔法陣を描く。
オクロック
世界に夜明けをもたらす鳥。

## スタッフ
- ゲーム・デザイン：タムタム
- ストーリー：武田千寿子
- プログラム：里見慶、金尾淳
- グラフィック・デザイン：平井勝人、小畑秀一、竹内里夫、荒川隆
- グラフィック・アシスト：須賀広光、みずさわあつき、青木健、窪田康彦
- 音楽：牧野信博、佐藤清孝
- コンセプト・デザイン：金尾淳
- システム・デザイン：里見慶、平井勝人、小畑秀一
- スペシャル・サンクス：かいひふみ
- パブリック・リレーションズ：曽根康征、斉藤義久、大塚充

## 評価
ゲーム誌『ファミコン通信』の「クロスレビュー」では8・9・6・6の合計29点（満40点）、『ファミリーコンピュータMagazine』の読者投票による「ゲーム通信簿」での評価は以下の通り、22.4点（満30点）となっている。
| 項目 | キャラクタ | 音楽 | お買得度 | 操作性 | 熱中度 | オリジナリティ | 総合 |
| 得点 | 4.2        | 3.6  | 3.5      | 3.7    | 3.6    | 3.9            | 22.4 |